# Greg Lobban
Greg Lobban, né le 12 août 1992 à Édimbourg, est un joueur professionnel de squash représentant l'Écosse. Il atteint en mai 2024 la 16e place mondiale sur le circuit international, son meilleur classement.
Il est multiple championne d'Écosse entre 2013 et 2025.
Il est marié avec la joueuse de squash australienne Donna Urquhart depuis avril 2018.

## Palmarès

### Titres
- Championnats d'Écosse : 5 titres (2013, 2022-2025[3])

### Finales
- Open de Manchester : 2024
- Australian Open : 2022
- Open de Charlottesville: 2017